# WiDi
Intel Wireless Display（WiDi、ワイダイ）は、既存のWi-Fi規格に基づいてインテルが開発したワイヤレスディスプレイ規格。1080p フルHDビデオおよび5.1ch サラウンドサウンドをポータブルデバイスまたはコンピュータからワイヤレス対応のディスプレイに送信できる。
バージョン3.5にて、Miracast規格がさらにサポートされた。
2015年4月、ビジネス向けに機能を追加したPro WiDiを発表。
2017年6月16日、全ての開発・サポートが終了。Miracastへ完全移行。

## 参照
1. ↑  http://www.intel.com/content/www/us/en/architecture-and-technology/intel-wireless-display.html
2. ↑  http://www.tomshardware.com/news/WiDi-Miracast-wireless-display-Wi-Fi-Alliance-Intel,17706.html
3. ↑  http://newsroom.intel.com/community/ja_jp/blog/2015/04/01/
4. ↑  https://www.intel.co.jp/content/www/jp/ja/support/emerging-technologies/000021693.html